# Strada europea E573
La strada europea E573 è una strada europea che collega Püspökladány a Užhorod. Come si evince dalla numerazione, si tratta di una strada di classe B posta nell'area delimitata a nord dalla E50, a sud dalla E60, ad ovest dalla E75 e ad est dalla E85.

## Percorso
La E572 è definita con i seguenti capisaldi di itinerario: "Püspökladány - Nyíregyháza - Čop - Užhorod".